# Bilal Hassani
Bilal Hassani (n. 9 septembrie 1999, Paris) este un cântăreț și YouTuber francez, cunoscut pentru înfățișarea androgină. Acesta a reprezentat Franța la Concursul Muzical Eurovision 2019 cu piesa „Roi”.

## Biografie
Născut pe 9 septembrie 1999 în Paris, Bilal Hassani este al doilea fiu al unui cuplu franco-marocan. Mama sa, Amina, este franceză, iar tatăl, stabilit în Singapore, este marocan. Bilal are un frate mai mare, Taha, născut în 1995.

## Carieră muzicală

### Debut
Bilal Hassani a început să cânte la vârsta de 5 ani. Ulterior, a urmat cursuri de muzică. În 2015, convins de prietenul său Nemo Schiffman, finalist în primul sezon, Bilal a participat în al doilea sezon al The Voice Kids. În audiții a interpretat „Rise Like a Phoenix”, piesa câștigătoare a Concursului Muzical Eurovision 2014. Mentorat de Patrick Fiori, Bilal a fost eliminat în duelul cu Lenni-Kim.
În 2018, revista Têtu îl desemnează unul din cei „30 LGBT+ care au mișcat Franța”. Revista îl descrie ca „o icoană pentru tineretul LGBT+ francez”.

### Destination Eurovision

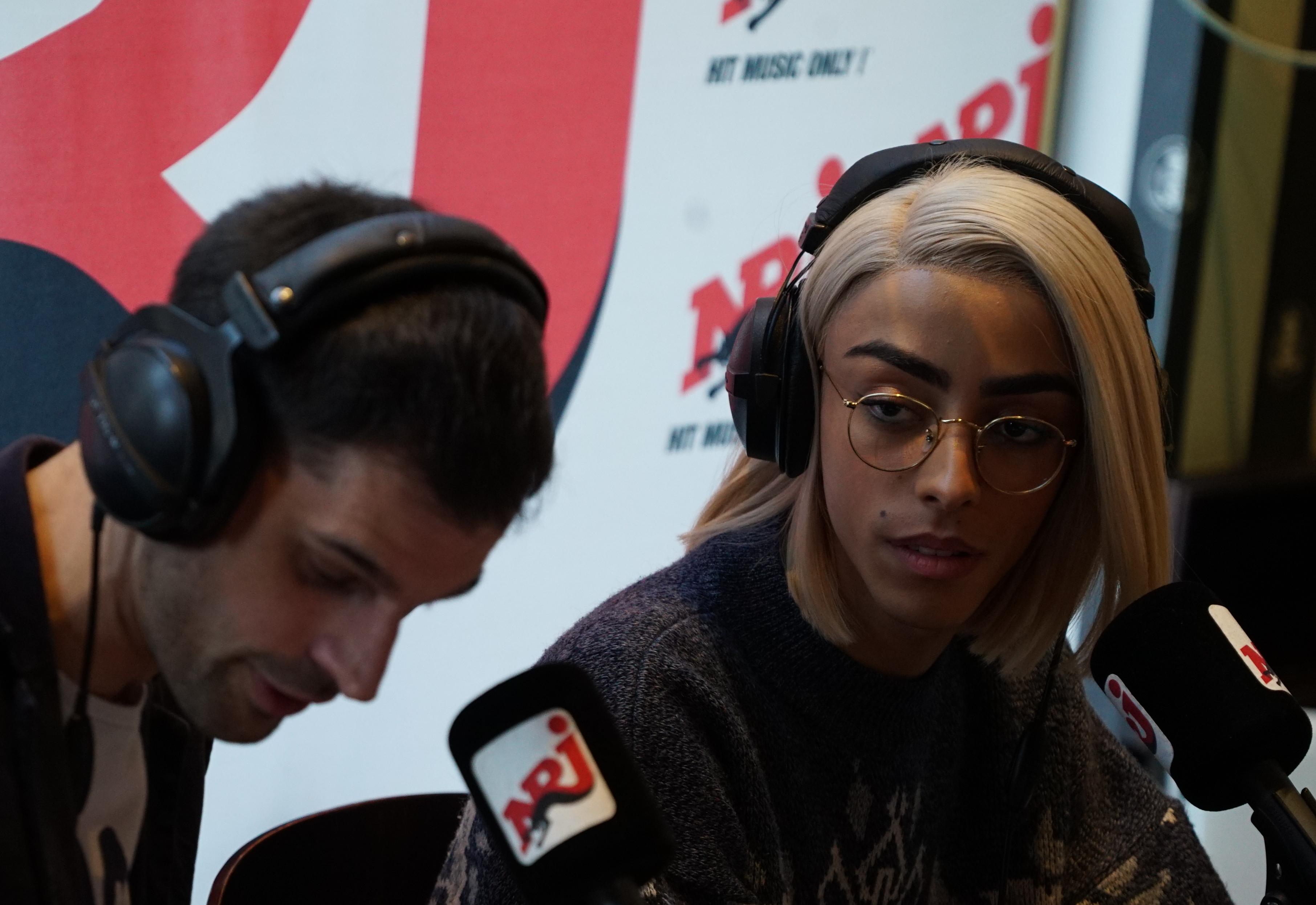
Bilal Hassani într-o emisiune de radio la NRJ Reims

Pe 6 decembrie 2018, Bilal Hassani a fost anunțat printre cei 18 concurenți înscriși la Destination Eurovision, o competiție muzicală difuzată pe canalul France 2 în urma căreia este ales reprezentantul Franței la Eurovision 2019. Pe 20 decembrie a fost dezvăluită piesa cu care va evolua în cadrul show-ului. Intitulată „Roi” (în română „Rege”), piesa este compusă de duetul Madame Monsieur, reprezentanții Franței la Eurovision 2018 și abordează tema acceptării sinelui. Pe 4 ianuarie 2019, un lyric video al piesei a fost încărcat pe pagina de YouTube a cântărețului.
Marele favorit pentru a reprezenta Franța la Eurovision, Bilal a început un turneu mediatic prin posturi de radio sau emisiuni de televiziune precum NRJ, Quotidien sau France Inter. Pe 12 ianuarie 2019 a câștigat prima semifinală cu 58 din cele 60 de puncte acordate de juriul internațional și 57 de puncte (cel mai mare scor) din partea publicului francez, un total de 115 puncte. În finala din 26 ianuarie, deși s-a clasat doar pe locul 5 în preferințele juriului, a fost declarat câștigător cu 200 de puncte, decisive în acest sens fiind punctele acordate de public.

## Viață personală
Pe 23 iunie 2017, în preajma Marche des Fiertés de Paris, Bilal Hassani și-a făcut publică homosexualitatea printr-un cântec („Hold Your Hand”) postat pe Twitter. În decembrie 2018, odată cu participarea la Destination Eurovision, Bilal a fost victima unor atacuri rasiste și homofobe pe rețelele de socializare. În acest sens, două organizații care militează pentru drepturile LGBT, Urgence Homophobie și Stop Homophobie, s-au asociat pentru a aduce în fața justiției persoanele care l-au insultat, discriminat și amenințat pe Bilal pe rețelele de socializare, în special pe Twitter. De asemenea, doi deputați francezi, Raphaël Gérard și Gabriel Serville, au cerut public rețelei Twitter să fie „mai fermă și mai reactivă”.

## Discografie

### Single-uri
| Titlu                                | An   | Poziții | Album |
| Titlu                                | An   | FRA     | Album |
| ------------------------------------ | ---- | ------- | ----- |
| „Wanna Be”                           | 2016 | —       | N/A   |
| „Follow Me”                          | 2017 | —       | N/A   |
| „House Down”                         | 2017 | —       | N/A   |
| „Shadows”                            | 2018 | —       | N/A   |
| „Heaven with You” (feat. Anton Wick) | 2018 | —       | N/A   |
| „Roi”                                | 2019 | 24      | N/A   |